# Maatia Toafa
Maatia Toafa (1954. május 1. –) tuvalui politikus, az ország miniszterelnöke.

## Politikai pályafutása

### Első miniszterelnöksége
2004. augusztus 25-én Saufatu Sopoanga kormányát a tuvalui parlamentben bizalmatlansági szavazással megbuktatták, és a miniszterelnök lemondása után az addigi miniszterelnök-helyettes, Maatia Toafa lett az ügyvezető miniszterelnök. 2004. október 11.-én a parlament megerősített pozíciójában és ettől kezdve megválasztott miniszterelnökként szolgált.
Miniszterelnökként ígéretet tett az alkotmány felülvizsgálatára, és arra, hogy szavazást ír ki a brit uralkodó által vezetett monarchia köztársasággá alakításáról. (A népszavazásra miniszterelnöki megbízatásának lejárta után, 2008 júniusában, meglehetősen alacsony részvétel mellett került sor, és a köztársasági kezdeményezés elbukott.)
Ugyan a soron következő választáson, 2006 augusztusában őt magát beválasztották a parlamentbe, de kabinetjéből senki más nem kapott bizalmat. 2006. augusztus 14.-én az új parlament Apisai Ielemiát választotta meg miniszterelnökek.

### Második miniszterelnöksége
A 2010-es választásokon ismét bekerült a parlamentbe. Szeptember 29-én az új parlament miniszterelnökké választotta. December 15-én azonban kormánya elvesztett egy bizalmi szavazást. Utódja a miniszterelnöki székben Willie Telavi lett.